# HMS Howe (1940)
HMS Howe – ostatni pancernik typu King George V, służącym w marynarce brytyjskiej. Nazwa okrętu pochodzi od nazwiska angielskiego admirała Richarda Howe. Okręt zbudowano w stoczni Fairfield Shipbuilding & Engineering Co. Ltd w Govan. Budowa okrętu została ukończona w 1940 roku. Początkowo okręt nosił imię HMS „Beatty” od nazwiska dowódcy eskadry krążowników liniowych podczas bitwy jutlandzkiej Davida Beatty`ego. Nazwa została zmieniona w lutym 1940 roku.
„Howe” był częścią Home Fleet pomiędzy 1942 a 1943 rokiem, potem dołączył do Eskadry H na Morzu Śródziemnym, gdzie służył pomiędzy październikiem 1943 a czerwcem 1944. Następnie „Howe” dołączył do Brytyjskiej Floty Pacyfiku. Po wojnie HMS „Howe” służył jako okręt szkoleniowy Royal Navy. Został zezłomowany w 1957 roku, wraz z trzema pancernikami tego typu, które przetrwały wojnę.